# Tompkins megye
Tompkins megye az Amerikai Egyesült Államokban, azon belül New York államban található. Megyeszékhelye és legnagyobb városa Ithaca. Lakosainak száma 105 740 fő (2020. április 1.). Tompkins megye Cayuga, Cortland, Tioga, Chemung, Schuyler és Seneca megyékkel határos.

## Népesség
A megye népességének változása:
| Lakosok száma | 101 677 | 101 847 | 102 713 | 103 617 | 104 926 | 105 740 |
|               | 2010    | 2011    | 2012    | 2013    | 2015    | 2020    |